# Победное (Рязанская область)
Победное — село в Скопинском районе Рязанской области России, входит в состав Побединского городского поселения.

## География
Село расположено в 1 км на север от центра поселения посёлка Побединка и в 13 км на юг от райцентра города Скопин. 

## История
На месте нынешнего села Победного, по народному преданию, великий князь Дмитрий Донской, по возвращении с Куликовской битвы, дал «роздых» своему войску, праздновал одержанную им над татарами победу и принимал Рязанских бояр, явившихся к нему с хлебом-солью.
Село Воскресенское (Победное) упоминается в окладных книгах 1676 года, где при находившейся в нем церкви Воскресения показано церковной пашни 20 четвертей в поле, сенных покосов на 30 копен, да в приходе к той церкви 8 дворов помещиковых, 41 двор казачьих, 8 дворов задворных слуг и 2 двора бобыльских. В селе Воскресенском находилась вотчинная земля Ряжского Дмитриева монастыря: два места дворовых, пашни 10 четвертей в поле, со всеми угодьями, которую в 1698 году «променили Дмитриева монастыря Селунского игумен Селиверст с братией стольнику Михаилу Петрову сыну Измайлову в вотчину, а сено и лес, и рыбные ловли в той их монастырской вотчинной земле в селе Воскресенском, Победное тож, владеть ему стольнику Михаилу Измайлову с помещики и вотчинники вопче по дачем и по писцовым книгам». Построение в этом селе, вместо Воскресенской, Никольской деревянной церкви относится к 1740 году, которая было распространена в 1790 году и возоблена в 1857 году.
В XIX — начале XX века село входило в состав Корневской волости Скопинского уезда Рязанской губернии. В 1906 году в селе было 143 двора.
С 1929 года село являлось центром Побединского сельсовета Скопинского района Рязанского округа Московской области, с 1937 года — в составе Рязанской области, с 2005 года — в составе Побединского городского поселения.

## Население
| 1859 | 1897 | 1906  | 1926  | 2010 | 2023 |
| ---- | ---- | ----- | ----- | ---- | ---- |
| 486  | ↗850 | ↗1000 | ↗1286 | ↘161 | ↗204 |

## Достопримечательности
В селе расположена действующая Церковь Воскресения Словущего (2017).